# 追加特殊用途面
追加特殊用途面（ついかとくしゅようとめん、英: Supplementary Special-purpose Plane, SSP）は、追加面の一つでISO/IEC 10646の第0群第14面およびUnicodeの第14面。

## 概要
追加特殊用途面には、言語タグや異体字セレクタなどの制御コードが収録されている。言語タグはテキストにそれが何語かという言語情報を付けるものである。異体字セレクタは、文字の字形をより詳細に指定するものであり、基本多言語面にもあるが、IVSではこの追加特殊用途面にあるものを使う。

## 符号化
追加特殊用途面は、2バイト固定長方式のUCS-2では使用することが出来ず、UTF-8、UTF-16、UTF-32のいずれの符号化方式でも4バイトで符号化される。UTF-16ではサロゲートペア（代用対）を使う必要がある。

## 歴史
- 2001年 - 3月にUnicode 3.1が、11月にISO/IEC 10646-2:2001が整定され、本面に対する文字の割り当てが始まった
- 2003年 - 4月にUnicode 4.0が、12月にISO/IEC 10646:2003が制定され、異体字セレクタ240文字が両規格に収録された。
- 2006年 - 7月4日にISO/IEC 10646:2003の追補2が、14日にUnicode 5.0が制定され異体字セレクタが追加された。